# Antônio Carlos Jobim
Antônio Carlos Jobim (fullständigt namn Antônio Carlos Brasileiro de Almeida Jobim), även känd som Tom Jobim, född 25 januari 1927 i Rio de Janeiro, död 8 december 1994 i New York, var en brasiliansk sångare och kompositör.
Jobim var en framstående representant för brasiliansk musik under andra hälften av 1900-talet. Han var mångsidig och verksam som pianist, kompositör, sångare, arrangör och ibland som gitarrist. Har var en av dem som skapade musikstilen bossa nova.

## Biografi
Jobim föddes i norra delen av Rio de Janeiro. Kort efteråt flyttade familjen till Ipanema. En av hans piano- och gitarrlärare var Hans Joachim Koelreuter som anses vara den som fört dodekafonitekniken till Brasilien. Tom Jobim arbetade som arkitekt medan han inledde sin musikkarriär med att uppträda på barer och klubbar under tidigt 50-tal i Copacabana. Efter någon tid upptäcktes han och blev anställd av ett skivbolag.

## Karriär
Förutom att arrangera andra artisters egna melodier hjälpte Jobim artister som var analfabeter genom att teckna ner deras sånger. Samtidigt började han även göra egna kompositioner. Hans första inspelning var Incerteza. Sången Tereza da Praia, som han skrev tillsammans med Billy Blanco 1954, var hans först hit. År 1956 skrev han musiken till Vinícius de Moraes pjäs, Orfeu da Conceição. I och med detta samarbete blev de båda oskiljaktiga. En populär sång från denna pjäs är Se Todos Fossem Iguais a Você, som sedan har spelats in åtskilliga gånger av olika artister världen runt. 
Jobim var en av de musiker som skapade och lanserade bossa novan. Albumet Canção do Amor Demais (1958) med musik av Jobim och Vinícius och med sång av Eliseth Cardoso ackompanjerad av João Gilbertos gitarr, betraktas som en milstolpe för bossa novan för arrangemangets fräschör, harmonier och melodislingor. Den innehåller bland annat Canção do Amor Demais, Chega de Saudade och Eu Não Existo sem Você. Bossa novans konsolidering som musikgenre kom 1958 med spåret Chega de Saudade tolkat av João Gilberto. Nästföljande år kom Gilbertos album Chega de Saudade, vilket var arrangerad av Jobim. Detta album definierade den väg som mycket av brasiliansk musik skulle ta i fortsättningen. Samma år gav sångaren Silvia Telles ut ett album med tolv sånger, samtliga av Jobim, exempelvis Só em Teus Braços, Dindi och A Felicidade (med Vinícius). Jobim var också en av de i pressen upphaussade artisterna i Carnegie Halls Bossa Nova Festival 1962. Året därefter skrev han och Vinícius sin största hit och troligtvis den mest spelade brasilianska sången någonsin, Garota de Ipanema, för många kanske mer känd under sin engelska titel The Girl from Ipanema
Åren 1962 och 1963 producerade Jobim en hel rad klassiker: Samba do Avião, Só danço samba (med Vinícius), Ela é Carioca (med Vinícius), O Morro não tem vez, Inútil paisagem, Vivo Sonhando. Sitt allra första soloalbum, The Composer of Desafinado, Plays, spelade han in medan han var i USA 1965. Han deltog dessutom i shower samt startade sitt eget förlag, Corcovado Music. Hans popularitet utanför Brasilien fick honom att återvända till USA 1967, där han spelade in ett album tillsammans med Frank Sinatra, Francis Albert Sinatra and Antônio Carlos Jobim. Albumet arrangerades av Claus Ogerman och inkluderade dels de engelska versionerna av Jobims låtar, The Girl from Ipanema, How Insensitive, Dindi, Quiet Night of Quiet Stars, dels en del amerikanska sånger, exempelvis Cole Porters I Concentrate On You. 
I slutet av 60-talet, då han just givit ut skivan Wave, började han tävla i musikfestivaler och kom etta med sången Sabiá som han skrivit med Chico Buarque. Sabiá vann kritikernas gillande men inte publikens. Jobim och Chico Buarque blev utbuade vid det tillfället. 
Under sina allt mer ingående musikstudier blev Jobim mer och mer insatt i klassisk musik, musik av tonsättare som Heitor Villa-Lobos och Claude Debussy. Detta medförde att han skrev och spelade in musik, i vilken han smält samman jazziga harmonier med typiskt brasilianska element som Matita Perê och Urubu. Verken från den här tiden är präglade av Jobims kongeniala behandling av musik och text. De två skivor som blev utgivna innehåller Águas de Março, Ana Luíza, Lígia, Correnteza, O Boto och Ângela. Under denna period började han även göra och ge ut duoalbum tillsammans med andra artister, exempelvis Elis e Tom, Miúcha e Tom Jobim och Edu e Tom. Hans Passarim från 1987 är ett lovordat verk av en etablerad kompositör som hängav sig åt att experimentera. Vid sidan av titelspåret, Gabriela, satte Luíza, Chansong, Borzeguim och Anos Dourados (med Chico Buarque) sina avtryck på hitlistorna. 
Att välja det som skulle kunna anses som Jobims mest signifikanta album låter sig knappast göras. Varje enskilt album innehåller något som är annorlunda, innovativt och speciellt. Hans sista CD Antônio Brasileiro gavs ut 1994 strax före hans bortgång.

## Diskografi

### Album
- 1954 – Sinfonia do Rio de Janeiro
- 1956 – Orfeu da Conceição
- 1961 – Brasília – Sinfonia da Alvorada
- 1962 – Um encontro no Au bon gourmet
- 1963 – Getz/Gilberto
- 1963 – The Composer of Desafinado, Plays
- 1964 – Getz/Gilberto Vol. 2
- 1964 – Caymmi visita Tom
- 1964 – The Wonderful World of Antônio Carlos Jobim
- 1965 – The Swinger from Rio
- 1966 – Love, Strings and Jobim
- 1967 – Francis Albert Sinatra & Antônio Carlos Jobim
- 1967 – A Certain Mr. Jobim
- 1967 – Wave
- 1970 – Stone Flower
- 1970 – Tide
- 1971 – Sinatra & Company
- 1972 – Jobim
- 1972 – Look to the Sky
- 1973 – Matita Perê
- 1974 – Elis & Tom
- 1976 – Urubu
- 1977 – Miúcha & Antonio Carlos Jobim, vol. 1
- 1977 – Gravado ao vivo no Canecão
- 1979 – Miúcha & Tom Jobim
- 1980 – Terra Brasilis
- 1981 – Edu & Tom - Tom & Edu
- 1987 – Tom Jobim
- 1987 – Passarim
- 1994 – Antônio Brasileiro